# Monique Teillaud
Monique Teillaud (Paris, 14 de junho de 1961) é uma pesquisadora em geometria computacional francesa, que trabalha no INRIA (Institut National de Recherche en Informatique et en Automatique) em Nancy, França. Foi para Nancy em 2014 de um centro INRIA diferente em Sophia Antipolis, onde foi uma das desenvolvedoras do CGAL, uma biblioteca de software de algoritmos de geometria computacional.
Teillaud se formou na École Normale Supérieure de Jeunes Filles em 1985, então obteve um cargo na École nationale supérieure d'informatique pour l'industrie et l'entreprise antes de se mudar para o INRIA em 1989. Obteve um doutorado em 1991 na Universidade Paris-Sul, orientada por Jean-Daniel Boissonnat. Foi diretora do Symposium on Computational Geometry de 2008.

## Livros
É autora ou editora de dois livros de geometria computacional:
- Towards Dynamic Randomized Algorithms in Computational Geometry (Lecture Notes in Computer Science 758, Springer, 1993)[4]
- Effective Computational Geometry for Curves and Surfaces (editado com Boissonat, Springer, 2007)